# Атентатът
„Атентатът“ (на нидерландски: De aanslag) е нидерландски филм от 1986 година, военна драма на режисьора Фонс Радемакерс по сценарий на Герард Сутеман, базиран на едноименния роман на Хари Мулиш.
В центъра на сюжета е мъж, който години след края на Втората световна война се опитва да разбере обстоятелствата, при които семейството му е избито от германските окупатори при отмъщение за убийството на местен колаборационист. Главните роли се изпълняват от Дерек де Линт, Марк ван Ухелен, Моник ван де Вен, Джон Крайкамп.
„Атентатът“ получава наградите „Оскар“ и „Златен глобус“ за чуждоезичен филм.